# Royal Society of Marine Artists
La Royal Society of Marine Artists (RSMA) est une société artistique britannique fondée en 1939 sous le nom de The Society of Marine Artists. Elle a pour but de promouvoir l'art marin contemporain.

## Histoire
En 1938, l'Admiral of the Fleet William Boyle (en) suggère la création d'une société destinée à la promotion de l'art marin en Angleterre. Elle voit le jour l'année d'après sous le nom de « The Society of Marine Artists » et sa première exposition a lieu en 1946 à la Guildhall Art Gallery (en) sur invitation de la Corporation de la Cité de Londres. En 1966, la reine Élisabeth II autorise la société à se nommer « Royal Society of Marine Artists ». Elle garde de forts liens avec la Royal Navy, le National Maritime Museum et la Royal National Lifeboat Institution ainsi qu'avec les éditeurs du domaine et les chantiers navals. C'est aussi l'une des neuf sociétés membres de la Federation of British Artists. 
Parmi ses membres historiques on compte Norman Wilkinson, Keith Shackleton (qui a présidé de la Société de 1973 à 1978) ou Leslie Arthur Wilcox (en).